# Dominikanerkloster (Freiburg im Breisgau)

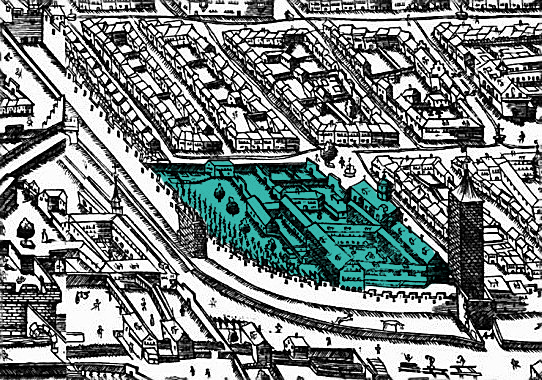
Ausschnitt aus dem Sickinger Plan von 1589

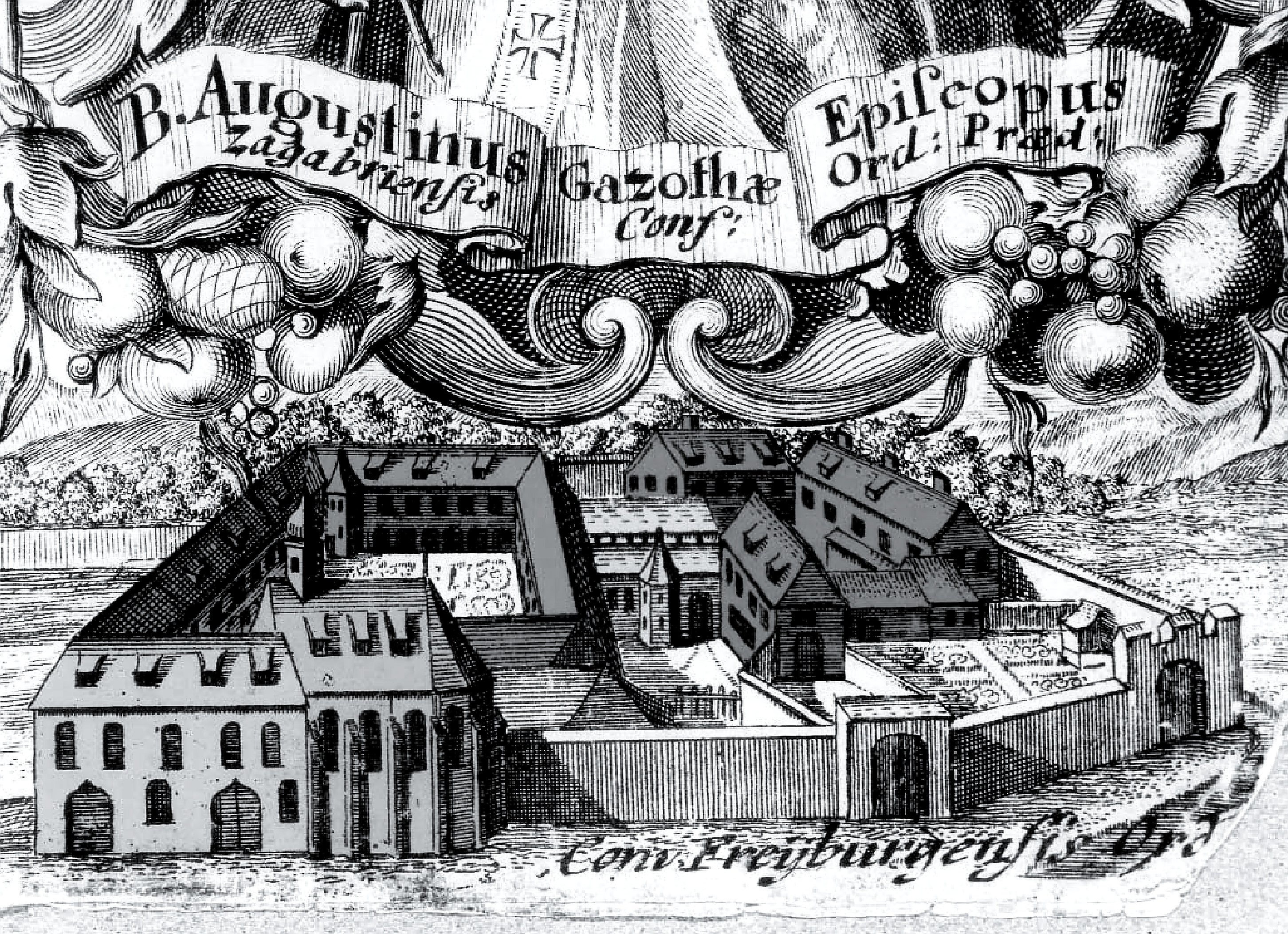
Ansicht des Klosters anhand eines Andachtsbildes aus der ersten Hälfte des 18. Jahrhunderts

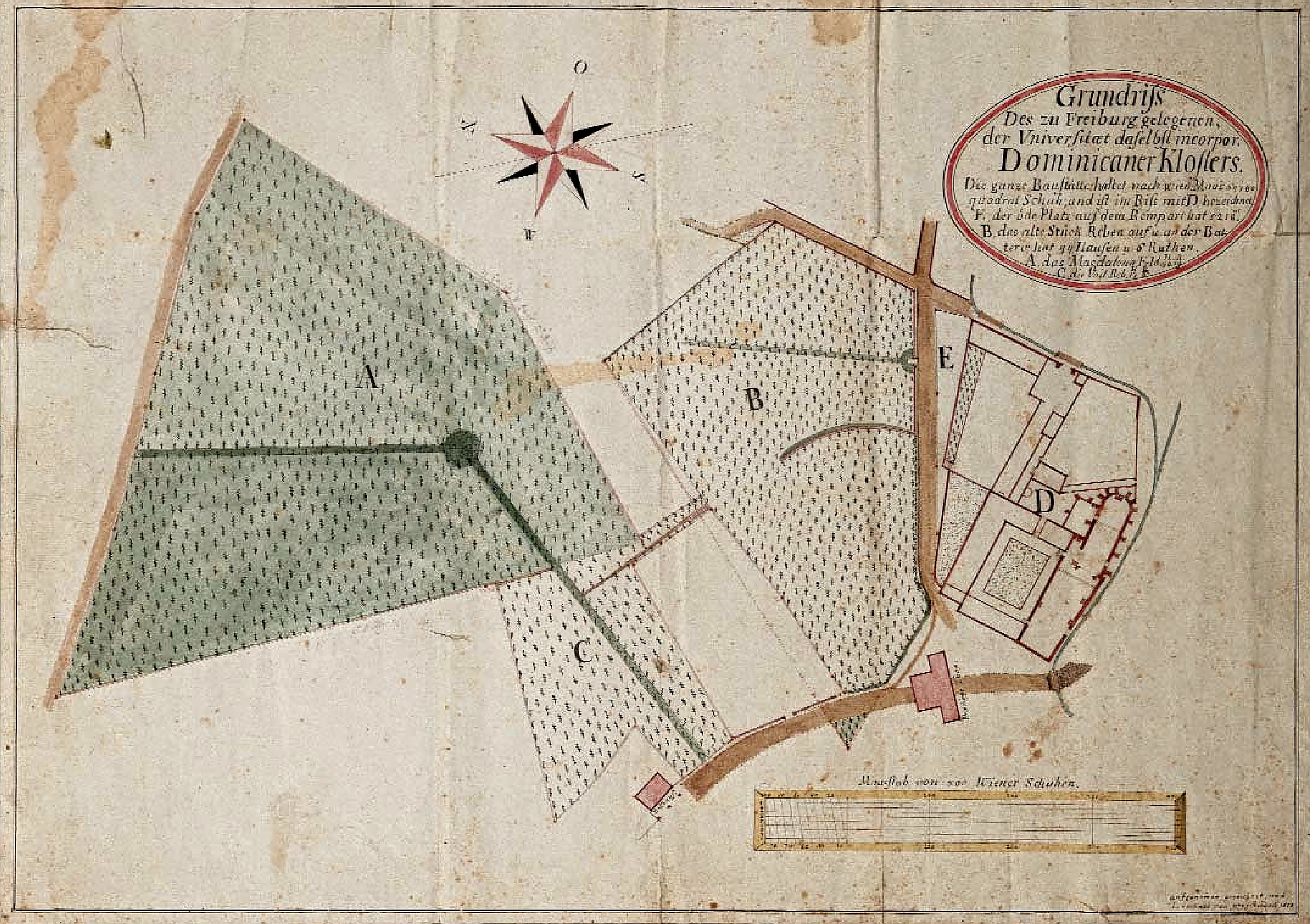
Der um 1800 von Thaddäus Rinderle gezeichnete Plan des Klosters mit den Agrarflächen

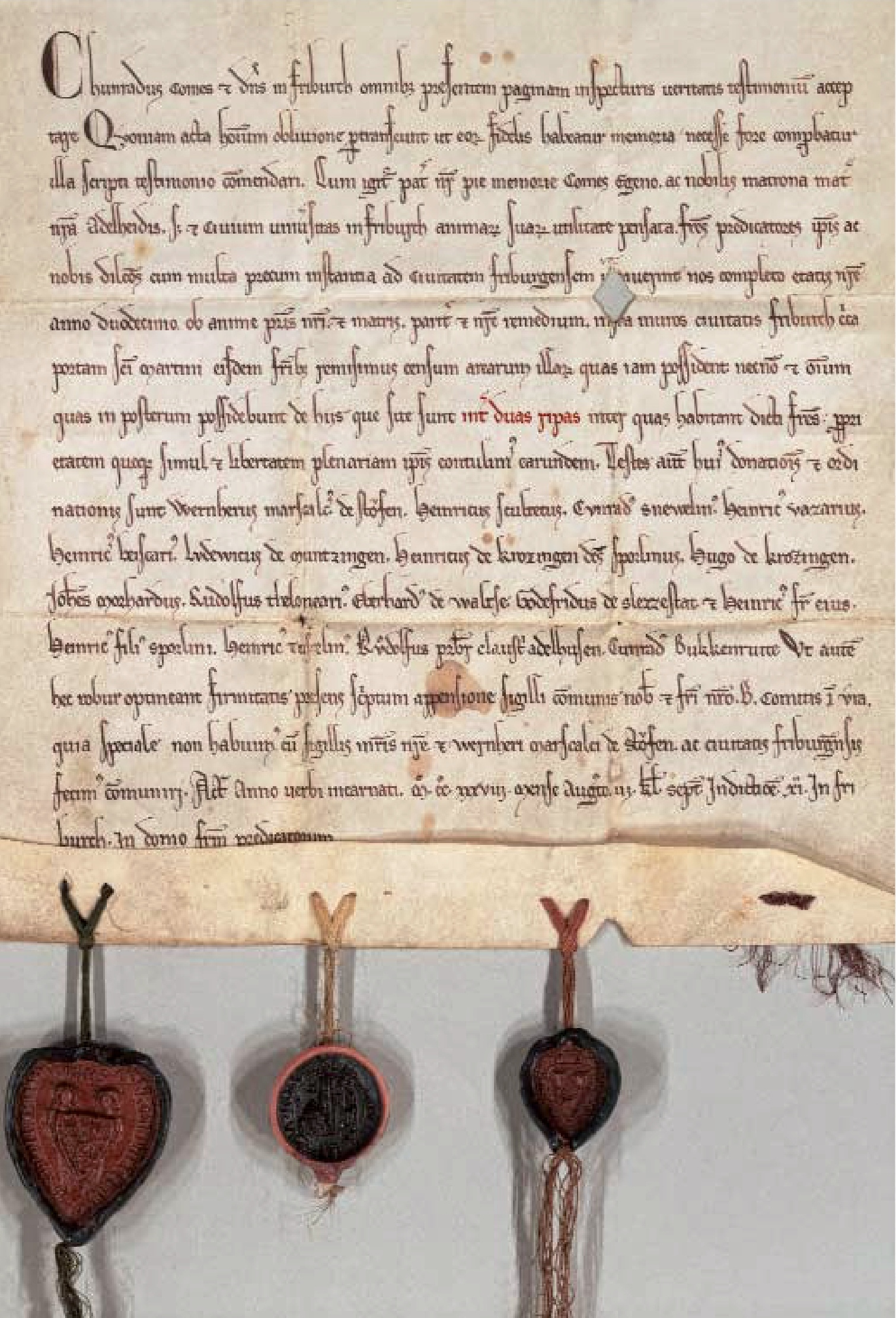
Mit dieser Urkunde erlässt Graf Konrad von Freiburg dem Kloster den Hofstättenzins. In dem Dokument werden die Freiburger Bächle erstmals erwähnt.

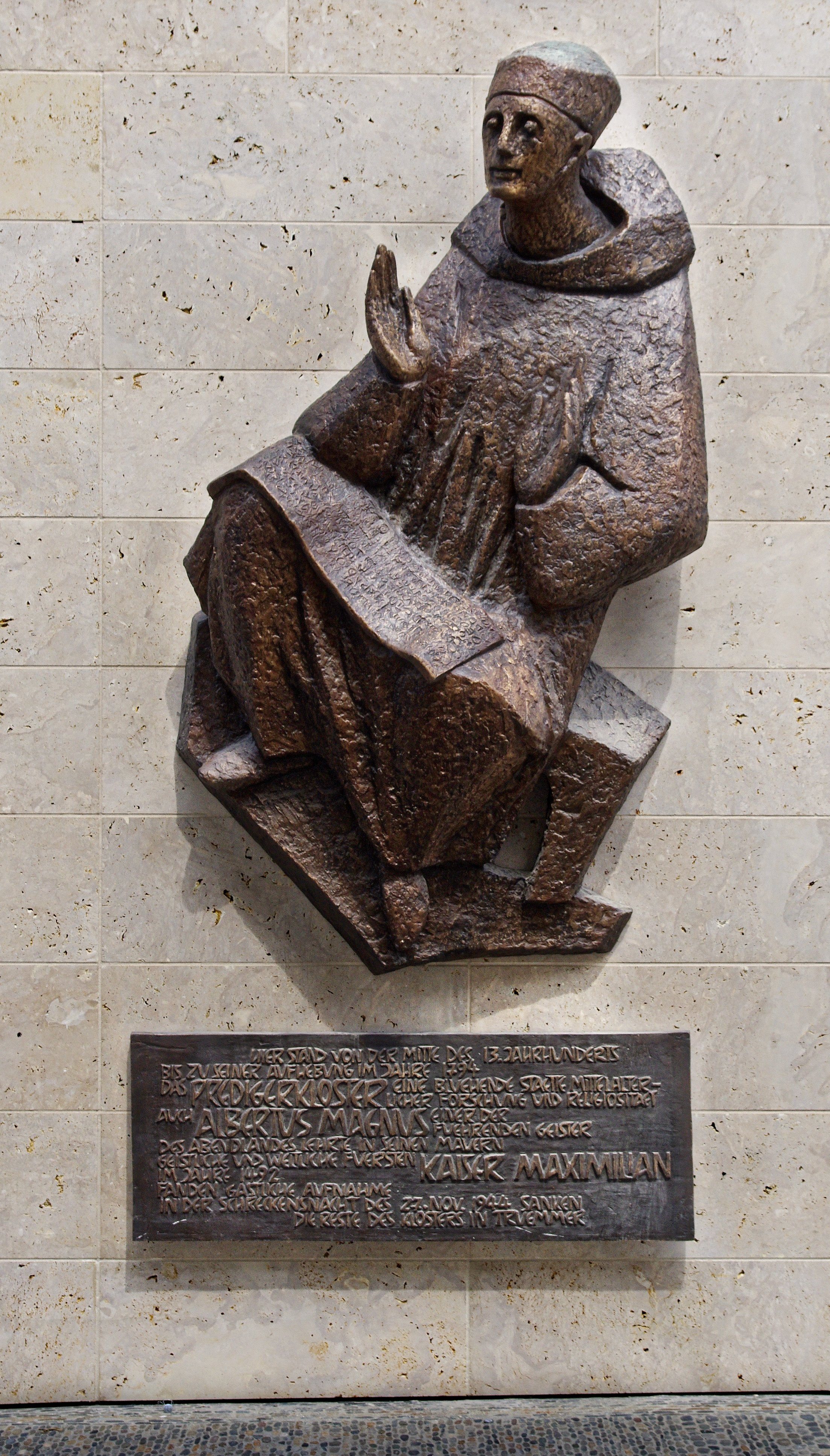
„Mit der Plastik aus dem Jahr 1963 und einer Gedenktafel soll an das Dominikaner- oder Predigerkloster erinnert werden, das an dieser Stelle seit der Mitte des 13. Jahrhunderts stand“

Das Dominikanerkloster (auch Predigerkloster genannt) in Freiburg bestand von ca. 1235 bis 1794. Die baulichen Überreste der Klostergebäude wurden 1944 zerstört.

## Geschichte
Das Kloster im Stadtgebiet Unterlinden lag, wie es für Bettelordenklöster üblich war, direkt an der Stadtmauer und in der Nähe einer Ausfallstraße. Das Areal war schon vor der Niederlassung des Predigerordens im Jahre 1230 bebaut und genutzt. Ein Nachweis ist nur über eine nicht datierte Urkunde möglich, allerdings lässt sich die Bebauung durch den darin erwähnten Provinzialprior Cu°n[radus] von Höxter (1221–1233) und dessen Amtszeit auf ca. 1230 datieren.
Der Predigerorden, 1215 gegründet, war ein Bettelorden, d. h. die Ordensmänner hatten sich der Armut verschrieben, finanzierten sich über das Betteln und sahen ihre Hauptaufgabe in der seelsorgerischen Tätigkeit. Ab dem 15. Jahrhundert benannte man den Orden nach seinem Gründer Dominikus als Dominikanerorden.
Die Erlaubnis zur Errichtung eines Klosters erteilte Bischof Heinrich von Konstanz im Jahre 1235, allerdings konnte erst ab Dezember 1236 mit dem Bau begonnen werden, da dann auch die Genehmigungen der Stadt Freiburg und des Stadtpfarrers vorlagen. Von 1236 bis 1238 hatte Albertus Magnus im Kloster das Amt des Lesemeisters inne.
Erstmals urkundlich erwähnt ist das Kloster in einer Urkunde vom 30. August 1238, in der Graf Konrad von Freiburg den Dominikanern den Hofstättenzins erließ. In der Urkunde wird die Klosteranlage als inter duas ripas was gelegentlich als „zwischen zwei Bächen gelegen“ gedeutet wird. Dies wäre erst die zweite urkundliche Erwähnung der Freiburger Bächle. Die Ortsbestimmung darf aber auch als „zwischen zwei Böschungen gelegen“ verstanden werden, d. h. zwischen dem nördlichen und dem westlichen Stadtgraben.
Die Grundsteinlegung erfolgte im Jahre 1237, und 1239 stand bereits der Chor der Klosterkirche. Die Fertigstellung der Kirche und der Klausurgebäude geschah dann in den Jahren 1251 bis 1253. Bestehende Bauten wurden abgerissen oder teilweise in das Kloster übernommen. Schon bald darauf ersetzten die Dominikaner den ursprünglichen Chor der Kirche durch einen gotischen Hochchor, der im Jahre 1282 geweiht wurde. Anschließend errichtete man weitere Klosteranlagen, deren Fertigstellung gegen Ende des 16. Jahrhunderts erfolgt sein müsste.
Wie auf der Stadtansicht des Gregorius Sickinger von 1589 ersichtlich, erstreckte sich das Kloster im Bereich zwischen Unterlinden, Merianstraße, Kleinem Friedrichring und Fahnenbergplatz, der im Süden und Osten durch zwei Bächle begrenzt ist. Die aktivste Zeit des Klosters lag im 13. und 14. Jahrhundert. Ein Versuch der Renovation des Klosters im 18. Jahrhundert war erfolglos, und so baten die letzten fünf Ordensbrüder im Jahre 1790 die Vorderösterreichische Regierung um die Selbstauflösung des Klosters. Nachdem die Regierung zugestimmt hatte, schenkte sie das Gelände mit dem Kloster der Freiburger Universität. Diese machte eine Bestandsaufnahme, nach welcher der von Thaddäus Rinderle gezeichnete sogenannte 'Große Rinderleplan' entstand. 1795 wurde die 1765 von Matthias Faller im Rokokostil geschaffene Kanzel mit Schalldeckel an die Gemeinde Herten verkauft, die sie in der Kirche St. Urban platzierte. 1804 wurden Teile des Klosters zum Abriss verkauft, der Hochchor wurde abgerissen und die heutige Predigerstraße dort angelegt. Laut seinem Vertrag musste Johann Georg Riescher 1807 „den grossen 10½ Schuh langen, 5½ Schuh breiten und 1 Schuh dicken Altarstein aus der abgebrochenen Dominikanerkirche“ für das Postament des Bertoldsbrunnens an der Kreuzung von Salz- und Bertoldstraße mit der Kaiser-Joseph-Straße nutzen.
Das Langhaus wurde in ein Altenheim, das Vincentiushaus, umgebaut. Mit dem Abriss des Vincentiushauses, welches beim Bombenangriff 1944 zerstört worden war, im Jahr 1952 gingen auch die letzten oberirdischen Teile des Klosters verloren. Auf dem Klostergelände befanden sich neben dem Vincentiushaus die Badischen Kommunalen Landesbank (BaKoLa) und zuletzt das Verwaltungsgebäude der Sparkasse Freiburg.
Bauliche Überreste kamen 2010 bei Ausgrabungen im Zuge von Neubauten zu Tage und wurden archäologisch untersucht.

## Gedenktafel
Am 15. Dezember 2010 wurde die restaurierte Plastik Albertus Magnus’ zusammen mit der Gedenktafel wieder am Neubau der Sparkasse angebracht. Die von der Bildhauerin Gisela Bär im Jahre 1963 geschaffene Figur am Bakola-Gebäude erinnerte zusammen mit einer Gedenktafel an den bekanntesten Bewohner des Predigerklosters. Die Tafel informiert auch, dass während des Reichstags zu Freiburg im Jahre 1492 der römisch-deutsche König Maximilian I., in der Inschrift fälschlich als „Kaiser“ bezeichnet, sowie weitere geistliche und weltliche Fürsten im Dominikanerkloster gastliche Aufnahme fanden.
Die Inschrift auf der Tafel lautet:
Hier stand von der Mitte des 13. Jahrhunderts bis zu seiner Aufhebung im Jahre 1794 das Predigerkloster. Eine bluehende Staette mittelalterlicher Forschung und Religiositaet. 
Auch Albertus Magnus einer der fuehrenden Geister des Abendlandes lehrte in seinen Mauern geistliche und weltliche Fuersten. 
Im Jahre 1492 fanden gastliche Aufnahme Kaiser Maximilian. 
In der Schreckensnacht des 27. Nov. 1944 sanken die Reste des Klosters in Truemmer.